# Columnea dimidiata
Columnea dimidiata är en tvåhjärtbladig växtart som först beskrevs av George Bentham, och fick sitt nu gällande namn av Carl Ernst Otto Kuntze. Columnea dimidiata ingår i släktet Columnea och familjen Gesneriaceae. Inga underarter finns listade i Catalogue of Life.